# Storbritanniens Grand Prix 1968
Storbritanniens Grand Prix 1968 var det sjunde av tolv lopp ingående i formel 1-VM 1968.  

## Resultat
1. Jo Siffert, R R C Walker (Lotus-Ford), 9 poäng
2. Chris Amon, Ferrari, 6
3. Jacky Ickx, Ferrari, 4
4. Denny Hulme, McLaren-Ford, 3
5. John Surtees, Honda, 2
6. Jackie Stewart, Tyrrell (Matra-Ford), 1
7. Bruce McLaren, McLaren-Ford
8. Piers Courage, Reg Parnell (BRM)

### Förare som bröt loppet
- Jochen Rindt, Brabham-Repco (varv 55, bränsleläcka)
- Pedro Rodríguez, BRM (52, motor)
- Silvio Moser, Charles Vögele Racing (Brabham-Repco) (52, för få varv)
- Jackie Oliver, Lotus-Ford (43, transmission)
- Robin Widdows, Cooper-BRM (34, tändning)
- Graham Hill, Lotus-Ford (26, bakaxel)
- Vic Elford, Cooper-BRM (26, motor)
- Jean-Pierre Beltoise, Matra (11, motor)
- Richard Attwood, BRM (10, kylare)
- Dan Gurney, Eagle-Weslake (8, bränslepump)
- Joakim Bonnier, Jo Bonnier (McLaren-BRM) (6, motor)
- Jack Brabham, Brabham-Repco (0, motor)